# Xambrê
Xambrê é um município brasileiro do estado do Paraná, localizando-se na Mesorregião do Noroeste Paranaense. Sua população, conforme estimativas do IBGE de 2018, era de 5 728 habitantes, estando numa altitude de 418 metros e numa área territorial de 363,25 km².

## História
No início da década de 1950, a Rede de Viação Paraná-Santa Catarina contratou a empresa Byington e Companhia para ampliar a ferrovia entre Apucarana e Umuarama (em uma fase posterior seguiria até Guaíra, passando por Xambrê). Por falta de recursos, o estado cedeu 75 mil alqueires de terras devolutas para a empresa comercializar através de bônus emitidos pelo estado. As obras da ferrovia foram supervisionadas pelo genro de Byigton, Paulo Egydio Martins. Um dos acampamentos de obras formou um pequeno núcleo urbano. Com seu plano urbanístico primitivo traçado por Martins, deu origem ao município de Xambrê. Apesar do projeto, a ferrovia alcançou Maringá em 1954 e terminou em Cianorte em 1972, nunca alcançando Umuarama e Xambrê.